# مقاطعة شيروان
مقاطعة شيروان (بالفارسية: شهرستان شیروان) هي إحدى مقاطعات خراسان الشمالية في إيران. كان عدد سكان المقاطعة سنة 2006 حوالي 152,493 نسمة.